# Jorge Battaglia
Jorge Antonio Battaglia Méndez (Asunción, 12 maggio 1960) è un ex calciatore paraguaiano, di ruolo portiere.

## Carriera

### Club
Approdò in prima squadra del Sol de América nel 1980, e vi rimase fino al 1983: la sua carriera ebbe un breve interludio in Bolivia, al Club Bolívar di La Paz, ma presto tornò in patria. Fu nel 1986 che Battaglia lasciò nuovamente il proprio Paese natìo per tentare la fortuna all'estero: l'Estudiantes, squadra argentina, lo acquistò in vista della stagione 1986-1987. Con il club di La Plata il paraguaiano rimase fino al 1989-1990, assommando ottantatré presenze nella massima serie argentina. Al momento di tornare in Paraguay, il portiere accettò l'offerta dell'Olimpia di Asunción, Campione del Sud America in carica, orfana del portiere titolare Ever Almeida, ritiratosi l'anno precedente. Con la società della propria città natale Battaglia ottenne tre campionati nazionali e la Recopa Sudamericana 1991, vinta senza colpo ferire dal suo club, già campione sia in Libertadores che in Supercoppa Sudamericana. Nel 1998, quasi quarantenne, terminò la carriera con due esperienze all'estero: la prima in Perù con l'Alianza Lima e la seconda in Colombia con l'Independiente Medellín.

### Nazionale
Fu convocato per la prima volta nel 1985, debuttando il 9 ottobre 1985 contro il Cile ad Asunción. La sua carriera con la selezione proseguì prevalentemente nelle amichevoli pre-Mondiali del 1986; scelto come secondo di Fernández, presenziò a Messico 1986 senza mai scendere in campo. Nel 1993, dopo un periodo di assenza dal palcoscenico internazionale, tornò a far parte della rosa del Paraguay, e nel 1995 giocò due partite di Copa América, rimpiazzando Ruiz Díaz dal terzo incontro del girone in poi. Il 26 luglio 1996 ad Asunción contro la Bolivia giocò la sua ultima partita in Nazionale.

## Palmarès

### Competizioni nazionali
- Campionato paraguaiano: 3

Olimpia: 1993, 1995, 1997

### Competizioni internazionali
- Recopa Sudamericana: 1

Olimpia: 1991